# کپولین (نیومکزیکو)
کپولین (به انگلیسی: Capulin) یک منطقهٔ مسکونی در ایالات متحده آمریکا است که در نیومکزیکو واقع شده‌است. کپولین ۶۶ نفر جمعیت دارد و ۲٬۰۸۶٫۰۸ متر بالاتر از سطح دریا واقع شده‌است.